# NGC 754
NGC 754 est une galaxie elliptique située dans la constellation de l'Éridan. NGC 754 a été découverte par l'astronome britannique John Herschel en 1834.

## Caractéristiques
Sa vitesse par rapport au fond diffus cosmologique est de 5 951 ± 31 km/s, ce qui correspond à une distance de Hubble de 87,8 ± 6,2 Mpc (∼286 millions d'al).